# Essbarer Seeigel
Der Essbare Seeigel (Echinus esculentus) ist ein an den atlantischen Küsten Westeuropas verbreiteter Seeigel.

## Merkmale

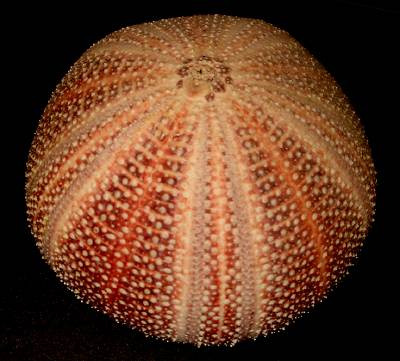
Gehäuse von Echinus esculentus

Echinus esculentus hat einen näherungsweise kugelförmigen, an beiden Polen leicht abgeflachten Körper mit einem Durchmesser von bis zu 16 cm und einer rötlichen bis rosa Färbung. Die spröde, steife Schale aus Kalk ist in fünf Flächen mit Saugfüßchen und fünf dazwischen verlaufende Bereiche unterteilt, alle mit jeweils zwei Plattenreihen, so dass die Schale insgesamt 20 Reihen von Kalkplatten aufweist. Die gesamte Schale ist mit Stacheln überzogen, jeder mit einem Gelenk auf einem Knötchen an der Schale. Auf jeder dritten bis dritten Kalkplatte sitzt ein längerer primärer Stachel und dazwischen zahlreiche kürzere sekundäre, erst später gebildete Stacheln. Die Enden der Stacheln sind abgestumpft und meist weiß bis hellrosa gefärbt. Die ambulakralen Flächen der Schale weisen auf ihren Platten ein symmetrisches Muster von Löchern auf, durch welche die Saugfüßchen nach außen treten. An den Buccalplatten um den Mund an der Unterseite sitzen Pedicellarien mit kleinen Zangen, die jeweils zwei Lateralzähne und einen Endzahn aufweisen.

## Fortpflanzung

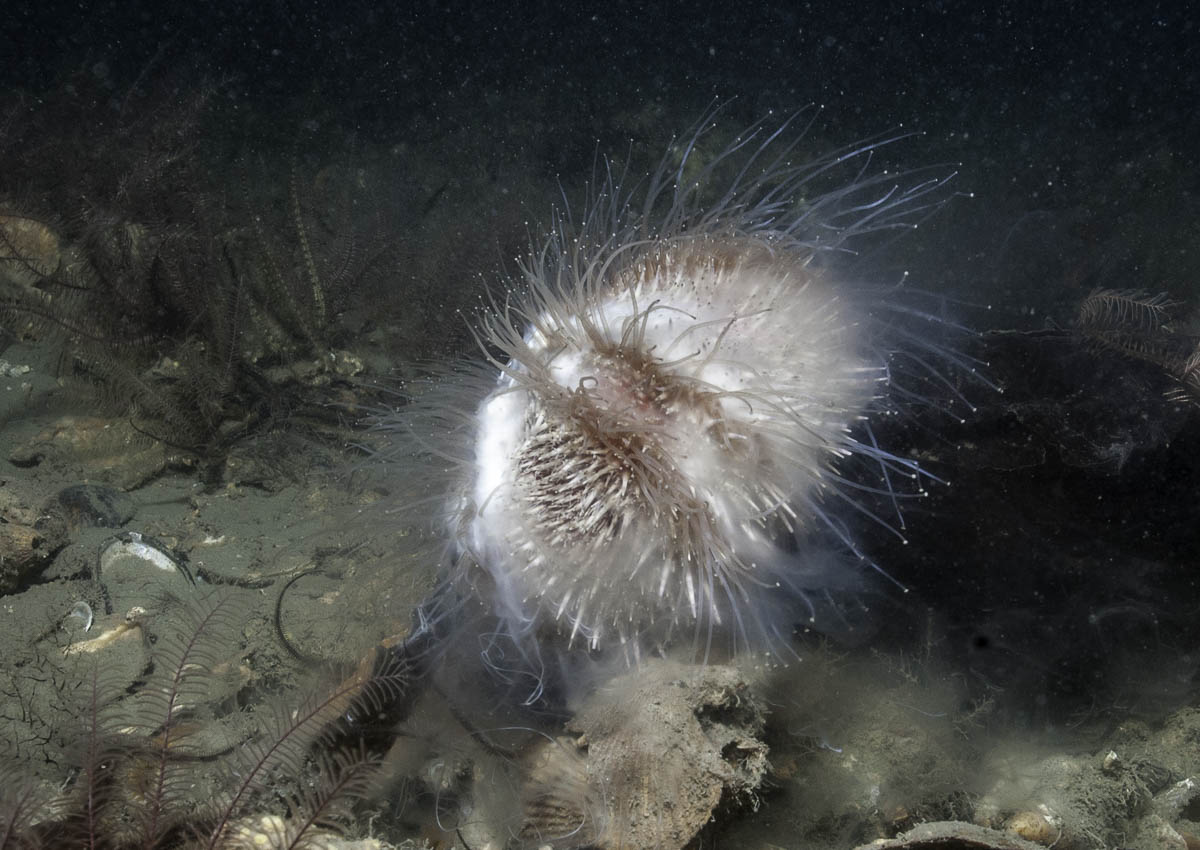
Ein männlicher Echinus esculentus stößt Sperma aus. Strangford Lough, Nordirland.

Der Essbare Seeigel ist getrenntgeschlechtlich. Die Weibchen entlassen ihre Eizellen, die Männchen ihr Sperma vor allem im Frühling ins freie Meerwasser, wo die Befruchtung stattfindet. Ein großes Weibchen setzt bis zu 20 Millionen Eier frei. Die frei schwimmenden Larven bilden ein Teil der Zooplanktons und entwickeln sich über mehrere Stadien – darunter Blastula, Gastrula und ein vierarmiger Echinopluteus –, bis sie nach mehreren Monaten (in Laboruntersuchungen nach etwa 45 bis 60 Tagen) auf den Grund absinken und zu Seeigeln metamorphosieren. Die Metamorphose findet meist im Herbst oder Winter statt, wobei die meisten jungen Seeigel in tieferen Bereichen unterhalb der Tangzone zu finden sind.

## Vorkommen und Lebensraum
Echinus esculentus ist in der Nordsee verbreitet und an den Küsten Portugals, Spaniens, Frankreichs, Belgiens, der Niederlande, Dänemarks, Norwegens, Schwedens, Großbritanniens und Irlands zu finden. Er lebt auf harten, felsigen Untergründen bis in Tiefen von 1200 m.

## Ernährung
Echinus esculentus raspelt mithilfe seiner Laterne des Aristoteles sowohl Algen als auch sessile Tiere vom Substrat ab. Als Nahrung dienen unter anderem Seepocken, Hydroidpolypen, Manteltiere, Moostierchen und Algen der Gattung Laminaria, aber auch Schlamm und Detritus.

## Kommensalen und Parasiten
Der Vielborster Adyte assimilis und der Ruderfußkrebs Pseudoanthessius liber sind oft als Kommensalen zwischen den Stacheln des Seeigels zu finden. Als Endoparasit lebt der Ruderfußkrebs Asterocheres echinola oft im Darm des Seeigels.

## Verwendung durch den Menschen
Bereits der von Carl von Linné vergebene Artname Echinus esculentus, „Essbarer Seeigel“, deutet darauf hin, dass der Seeigel dem Menschen bereits lange als Nahrung dient. Gegessen werden vor allem die Gonaden sowohl der Weibchen als auch der Männchen. Die Seeigel werden an den europäischen Küsten gesammelt, doch werden auch an Möglichkeiten der Aquakultur geforscht, so an der Westküste Schottlands.